# Chemnitz
Chemnitz [kʰɛmnɪʦ] is een kreisfreie Stadt in het westen van de Duitse deelstaat Saksen. De stad is na Leipzig en Dresden de derde stad in grootte in Saksen en telt 244.401 inwoners (31 december 2020) op een oppervlakte van 220,85 km². Van 1953 tot 1990 heette zij Karl-Marx-Stadt.
De stad ligt in een uitloper van het Ertsgebergte, aan een gelijknamige rivier, die ten noorden van Chemnitz uitmondt in de Zwickauer Mulde. De naam van de rivier, en dus ook van de stad, is van Slavische oorsprong. Hij is afgeleid van Oppersorbisch Kamenica „steenbeek“ (van kamjeń „steen“).
Het klimaat is een overgang tussen zeeklimaat en continentaal klimaat. Vooral in juni valt in de stad meer regen dan in de omgeving, omdat Chemnitz aan de loefzijde van het Ertsgebergte ligt en daardoor relatief veel stijgingsregen opvangt.

## Geschiedenis

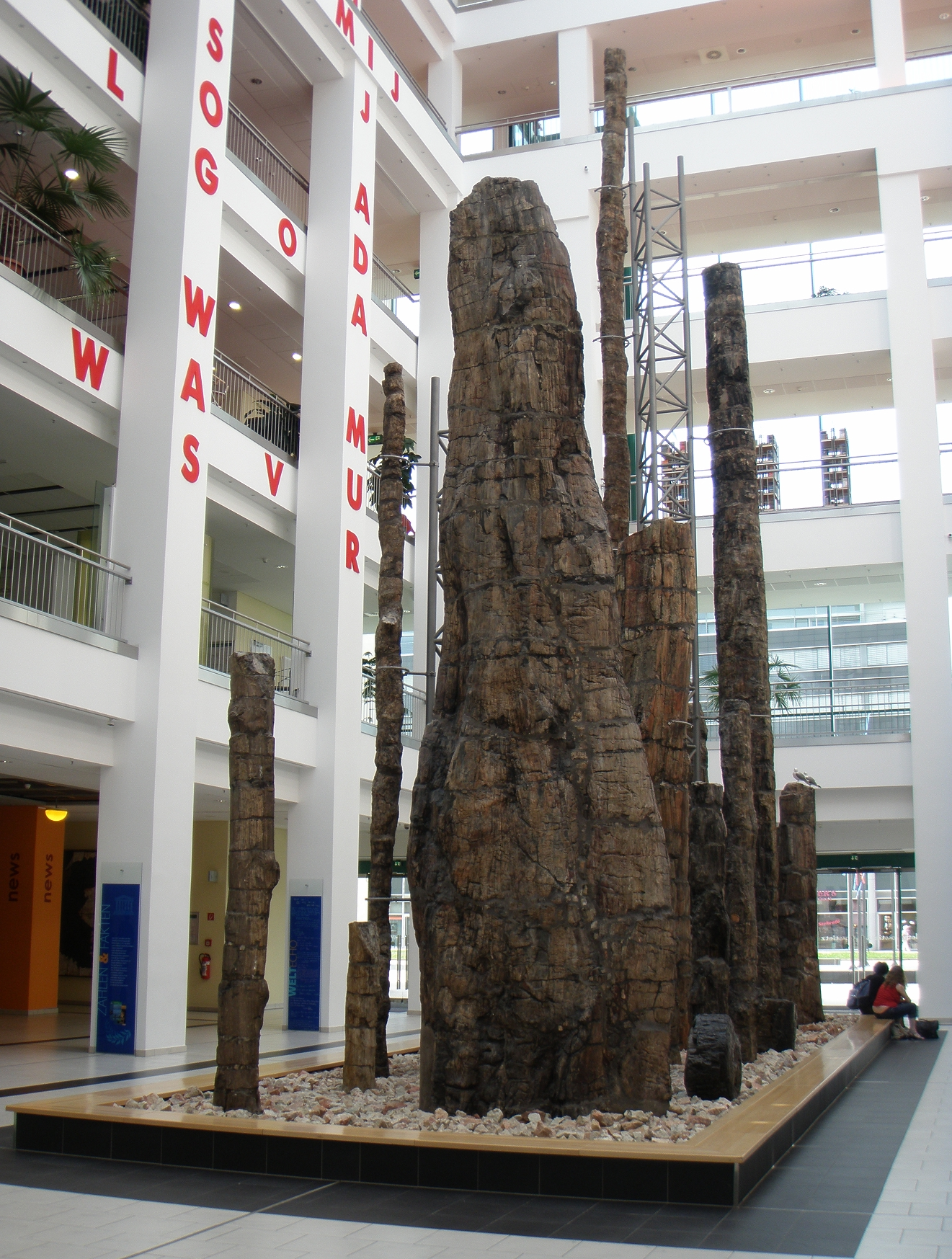
Het Versteinerte Wald in Museum für Naturkunde Chemnitz

In het Perm, ca. 291 miljoen jaar geleden, werd door de uitbarsting van een vulkaan en de daaropvolgende modderstroom, die kiezelzuur bevatte, een bos bedolven, waarvan vele stammen van bomen en struiken versteenden. De fossielen van onder andere Calamites-bomen werden in de 16e tot de vroege 20e eeuw ontdekt en als curiositeit tentoongesteld. Dit versteende bos (Versteinerte Wald) bevindt zich onder de stad, vooral in het stadsdeel Becken. De meest interessante fossielen, waaronder ook die van ter plaatse aangetroffen prehistorische geleedpotigen, zijn thans deels in DAStietz te zien, en deels over diverse locaties in de stad verspreid tentoongesteld.
Waar thans de stad Chemnitz ligt, was tot ca. 1100 geen permanente menselijke bewoning. Tot de Slavische volkeren behorende mensen kwamen in de hier gelegen dichte wouden om op wild te jagen.
De stad Chemnitz is in de twaalfde eeuw ontstaan uit een benedictijnenklooster, dat nog eeuwenlang grote invloed in de stad zou uitoefenen, en is vernoemd naar de gelijknamige rivier. Keizer Frederik I Barbarossa verleende de nederzetting Chemnitz vermoedelijk tussen 1171 en 1174 stadsrechten. De stad groeide uit in een drooggelegde uiterwaard van de Chemnitz-rivier, waarin ook t.b.v. diverse ambachten watermolens gebouwd werden.
Al in de Middeleeuwen was Chemnitz een belangrijke stad voor de handel en de economie.
In de periode tot 1470, maar later ook in de 18e eeuw was de textielnijverheid overheersend in Chemnitz. In de 18e eeuw was de stad beroemd vanwege de productie van kousen en handschoenen.
In 1470 werd in Schneeberg zilvererts ontdekt, wat in de gehele regio een tijdelijke, sterke economische groei veroorzaakte. Veel belangrijke gebouwen dateren daarom uit de late 15e eeuw.
In 1539 werd Chemnitz protestants. In de daarop volgende jaren werden de belangrijke kloosters onteigend.
In de eerste helft van de 16e eeuw woonde en werkte de beroemde arts en mineraloog Georgius Agricola in Chemnitz. Ook Chemnitz kende in de 17e eeuw, onder andere ten gevolge van de Dertigjarige Oorlog, een periode van achteruitgang.
Al vroeg in de 19e eeuw werd de industrialisering van de textielnijverheid (o.a. katoen-bedrukkerijen) ter hand genomen, onder meer door de toepassing van stoommachines. Deze machines, en ook locomotieven, werden in Chemnitz zelf gebouwd. De stad kreeg in die tijd de bijnaam het Manchester van Saksen, een aanduiding die niet alleen positief was: al in de 19e eeuw veroorzaakte de industrie veel water- en luchtvervuiling. In 1852 kreeg Chemnitz een aansluiting op het spoorwegnet door het gereedkomen van een spoorlijn naar Riesa.
De late 19e en vroege 20e eeuw was een periode van economische voorspoed. In deze tijd kreeg Chemnitz veel van de nu nog bestaande culturele instellingen, zoals theaters, musea enz.
Op 5 maart 1945, aan het eind van de Tweede Wereldoorlog, werd de stad door geallieerde bombardementen zwaar beschadigd. Tussen 1949 en 1990 viel Chemnitz onder de Duitse Democratische Republiek (DDR). In 1953 verving de regering van de DDR de naam Chemnitz door Karl-Marx-Stadt. Gedurende de DDR-tijd werd het in puin gelegde centrum niet herbouwd, maar door nieuwbouw vervangen.
Na de val van het IJzeren Gordijn stemde de bevolking van Chemnitz in 1990 in een referendum voor het herstel van de oude naam.

## Bestuurlijke indeling
Chemnitz bestaat uit 39 stadsdelen:
| - Chemnitz-Adelsberg (25) - Chemnitz-Altchemnitz (41) - Chemnitz-Altendorf (92) - Chemnitz-Bernsdorf (42) - Chemnitz-Borna-Heinersdorf (13) - Chemnitz-Ebersdorf (14) - Chemnitz-Einsiedel ¹ (46) - Chemnitz-Erfenschlag (44) - Chemnitz-Euba ¹ (16) - Chemnitz-Furth (11) - Chemnitz-Gablenz (24) - Chemnitz-Glösa-Draisdorf (12) - Chemnitz-Grüna ¹ (95) - Chemnitz-Harthau (45) - Chemnitz-Helbersdorf (61) - Chemnitz-Hilbersdorf (15) - Chemnitz-Hutholz (64) - Chemnitz-Kapellenberg (81) - Chemnitz-Kappel (82) - Chemnitz-Kaßberg (91) - Chemnitz-Klaffenbach ¹ (47) - Chemnitz-Kleinolbersdorf-Altenhain ¹ (26) - Chemnitz-Lutherviertel (22) - Chemnitz-Markersdorf (62) - Chemnitz-Mittelbach ¹ (87) - Chemnitz-Morgenleite (63) - Chemnitz-Rabenstein (94) - Chemnitz-Reichenbrand (86) - Chemnitz-Reichenhain (43) - Chemnitz-Röhrsdorf ¹ (96) - Chemnitz-Rottluff (93) - Chemnitz-Schloßchemnitz (02) - Chemnitz-Schönau (83) - Chemnitz-Siegmar (85) - Chemnitz-Sonnenberg (21) - Chemnitz-Stelzendorf (84) - Chemnitz-Wittgensdorf ¹ (97) - Chemnitz-Yorckgebiet (23) - Chemnitz-Zentrum (01, stadscentrum) ¹ tevens Ortschaft |

## Bevolkingsontwikkeling
Chemnitz is sinds 1990 geconfronteerd met een grote terugloop van het aantal inwoners: de afname bedroeg ruim 60.000 inwoners, zo'n 20% van de toenmalige bevolkingsomvang.

## Economie
Chemnitz heeft een technische universiteit, waardoor nogal wat bedrijven op het gebied van de productie van computeronderdelen en de ontwikkeling van software zich in de stad gevestigd hebben, en is een belangrijk spoorwegknooppunt. In de stad kruisen twee Autobahnen elkaar: de oost-west lopende A4 Erfurt - Dresden en de A72 naar Hof (Beieren).
Nog altijd is de industriële machinebouw (o.a. Union werktuigmachines) een belangrijke bedrijfstak in de stad, alsmede de fabricage van auto's (Volkswagen) en auto-onderdelen. Jaarlijks vindt in een voormalige vliegtuigfabriek de Chemnitzer Messe, een industriële vakbeurs, plaats.

## Cultuur

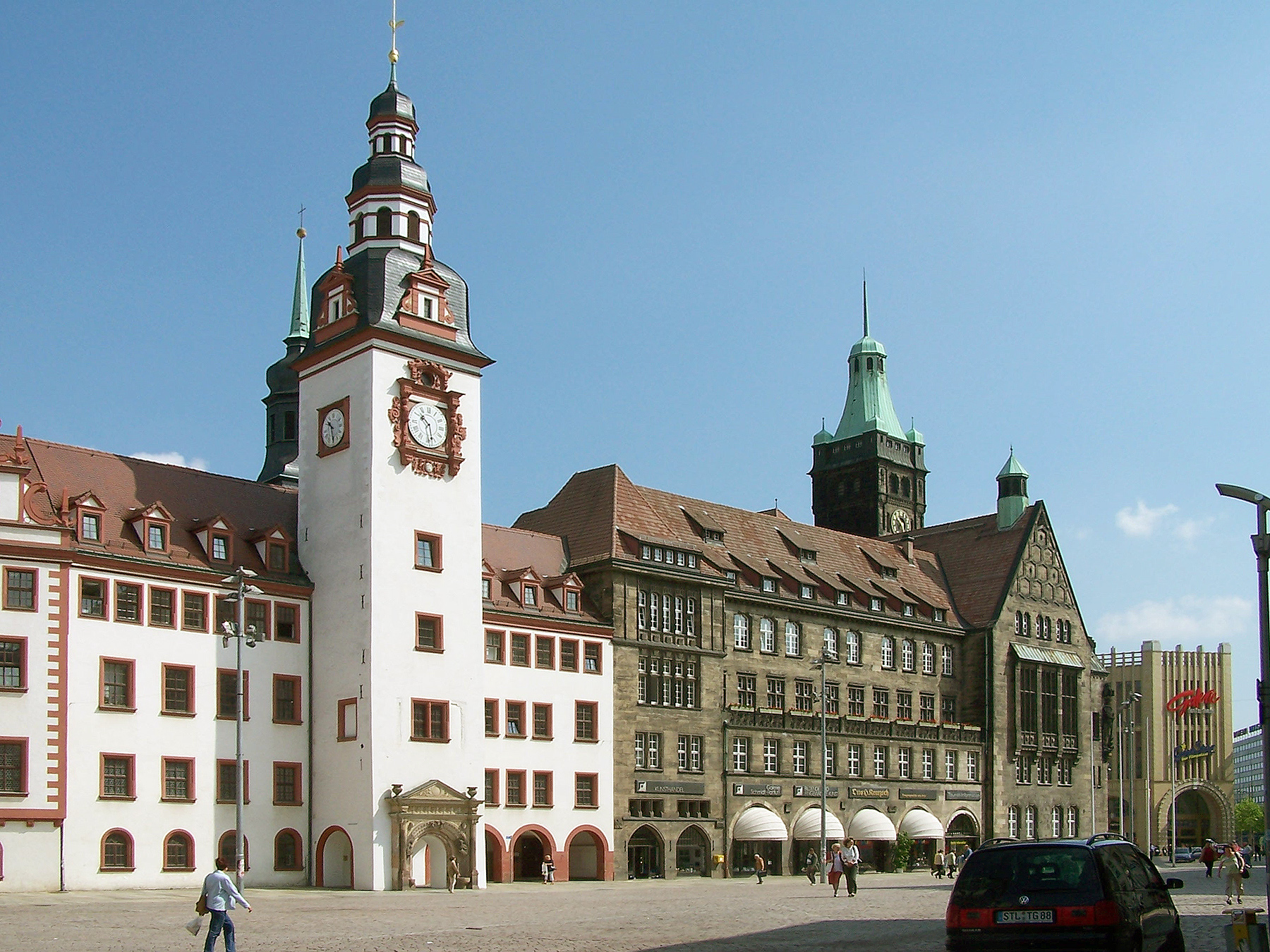
Altes Rathaus

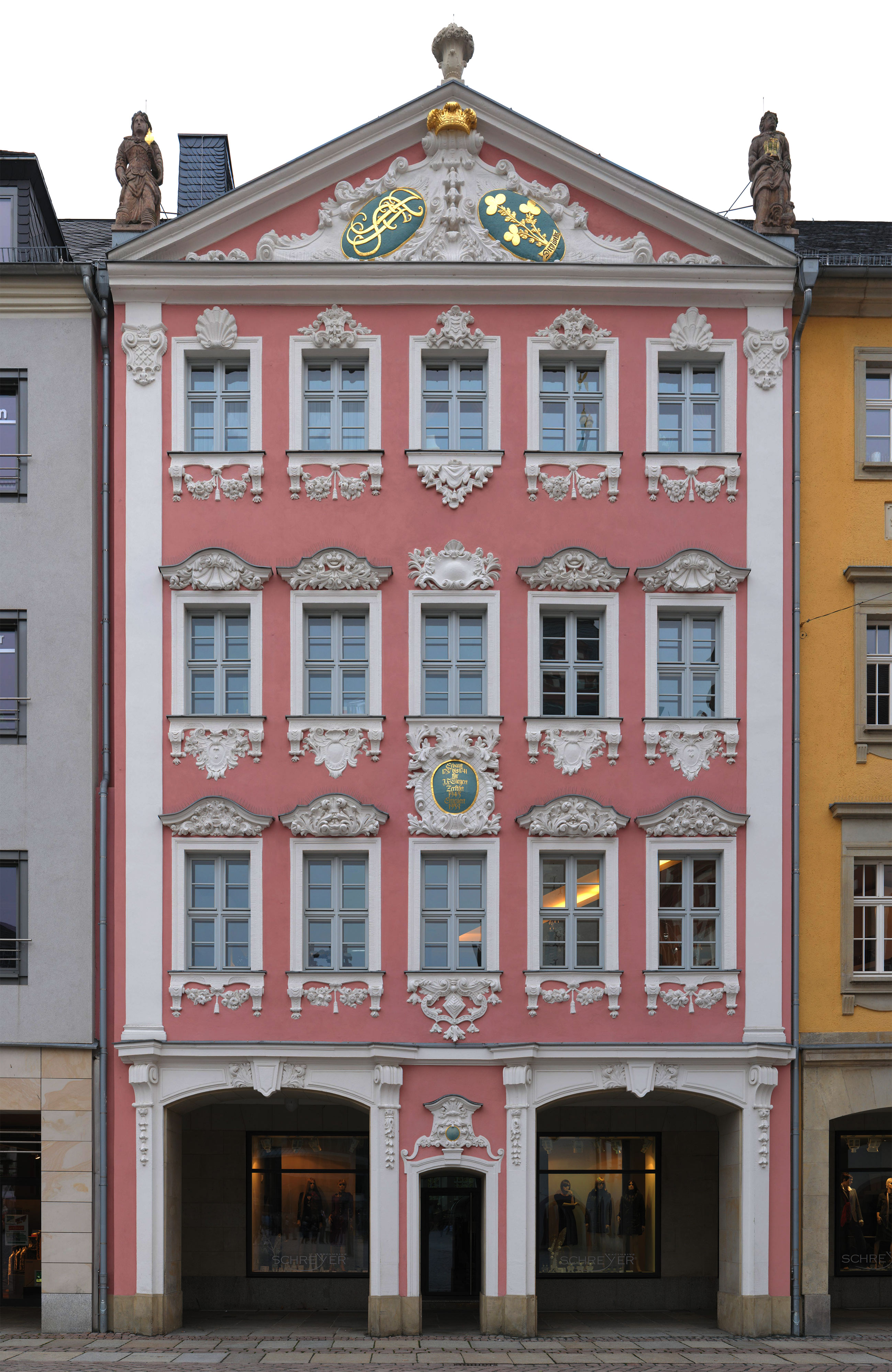
Siegert Haus

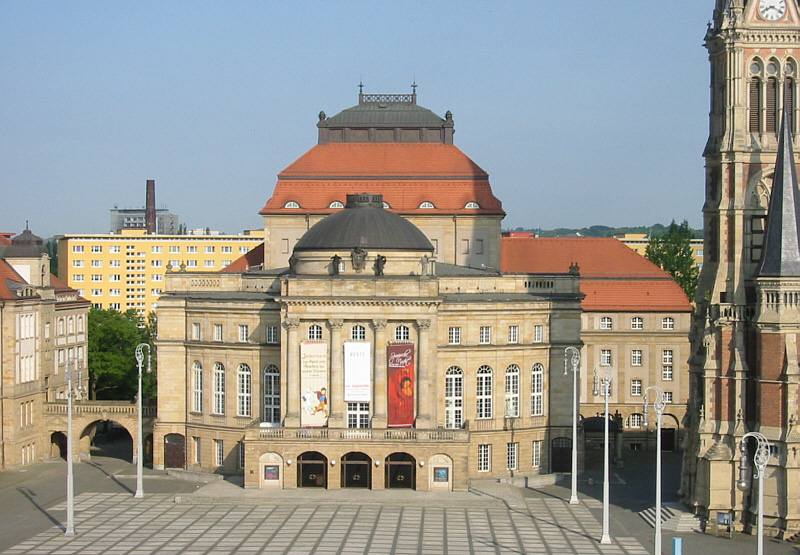
Chemnitz Opernhaus

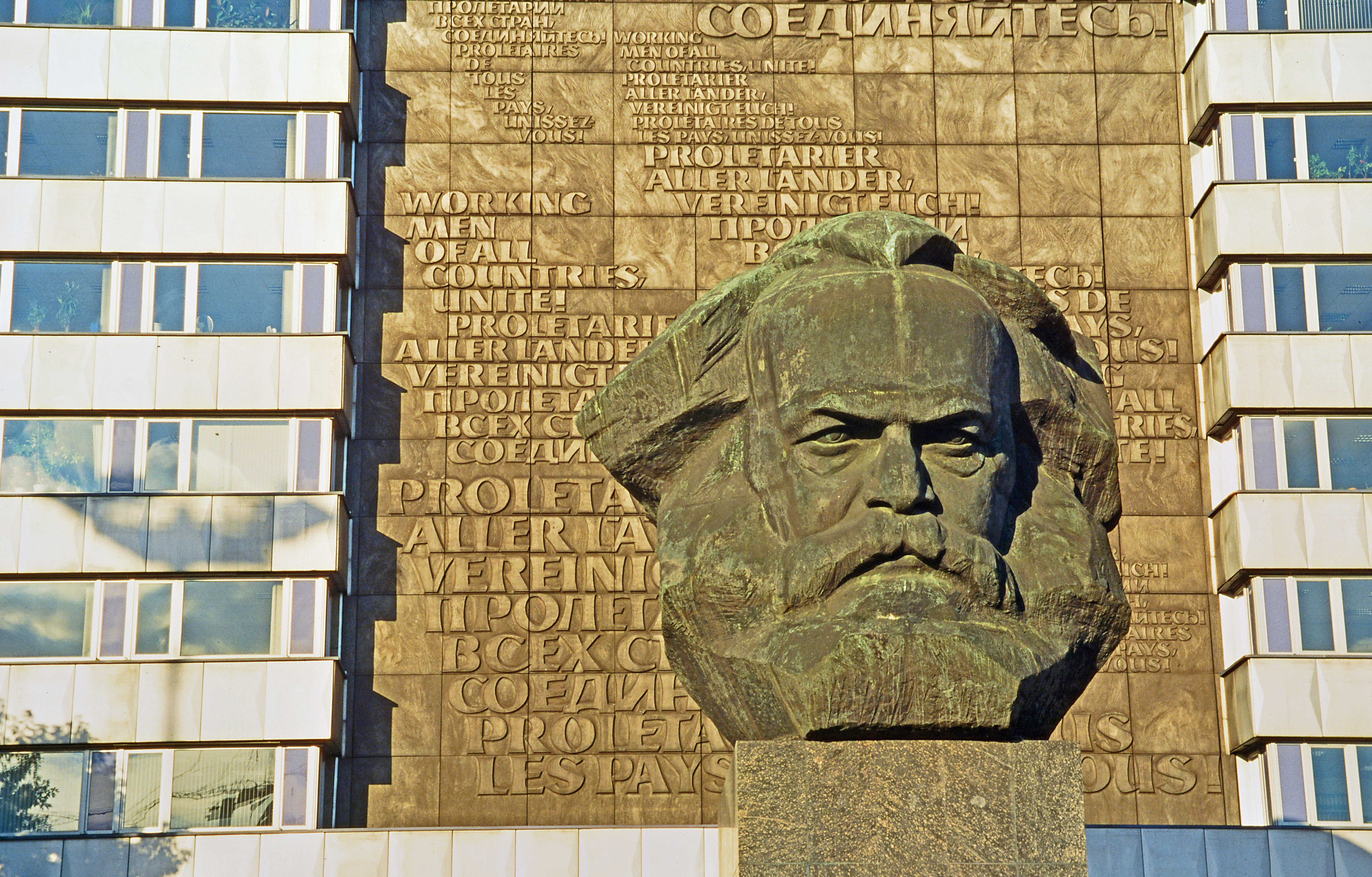
Karl Marxmonument

In 2025 is Chemnitz Culturele Hoofdstad van Europa.

### Bezienswaardigheden
Enkele bezienswaardigheden zijn onder meer:
- Roter Turm
- Altes Rathaus (eind 15e eeuw) na de Tweede Wereldoorlog herbouwd in oude stijl
- Neues Rathaus
- Siegert Haus (18e eeuw) aan de Markt, na de Tweede Wereldoorlog herbouwd in oude stijl
- Burg Rabenstein
- Einsiedler Brauhaus
- Stadtbad Chemnitz
- Kulturkaufhaus DAStietz met onder andere belangrijk geologisch museum
- Chemnitz Opernhaus
- Het Karl Marx-monument, een van de grootste bustes ter wereld
- Diverse pleinen zoals Theaterplatz en Falkeplatz
- Sinds 2000 is een in 1912-1914 ontstane en daarna met water volgelopen steengroeve ( het gesteente was nodig voor de Euba-stuwdam) genaamd Eibsee, die voordien als militair oefenterrein en vuilstortplaats werd gebruikt, en die in 1996 werd gesaneerd, tot natuurreservaat uitgeroepen. De oevers van het meer worden extensief beweid door runderen en uit Zuid-Afrika afkomstige geiten. Het gebied is 39 ha groot en ligt ten oosten van de stad.
- In diverse musea en andere gebouwen van de stad zijn curieuze fossielen van bomen uit het zgn. Versteende Woud opgesteld.

#### Kerken
- Stadtkirche St. Jakobi
- St. Petrikirche (14e eeuw, in 2004 herbouwd)

#### Musea
Enkele musea zijn:
- Industriemuseum Chemnitz
- Sächsisches Eisenbahnmuseum
- König-Albert-Museum
- Museum für Naturkunde Chemnitz (in DAStietz)
- Schloßbergmuseum Chemnitz
- Deutsches Spielemuseum

### Sport
Voor de Tweede Wereldoorlog was Chemnitz een stad met vele voetbalclubs. Voor de competitiehervorming van 1933 speelden maar liefst zeven clubs uit de stad in de hoogste klasse. Chemnitzer BC was hiervan de succesvolste. Vanaf begin jaren dertig nam politieclub PSV Chemnitz deze rol over. Enkel deze twee clubs speelden op nationaal niveau door deel te nemen aan de eindronde om de landstitel. Na de oorlog verdwenen alle clubs, de meeste voorgoed.
De naoorlogse clubs SC Wismut Karl-Marx-Stadt en FC Karl-Marx-Stadt konden samen vier titels winnen. Na de Duitse hereniging nam Karl-Marx-Stadt weer de naam Chemnitz aan en werd Chemnitzer FC de toonaangevende club van de stad. Zij speelt in het Stadion an der Gellertstraße. Net als de meeste andere Oost-Duitse clubs kon de club niet standhouden, nadat de clubs geïntegreerd werden in het West-Duitse systeem. De club speelde in 2001 voor de laatste keer in de 2. Bundesliga.
In 1960 werden in het toenmalige Karl-Marx-Stadt de wereldkampioenschappen wielrennen georganiseerd. De Belg Rik van Looy won er de wegwedstrijd voor beroepsrenners.

## Verkeer en vervoer

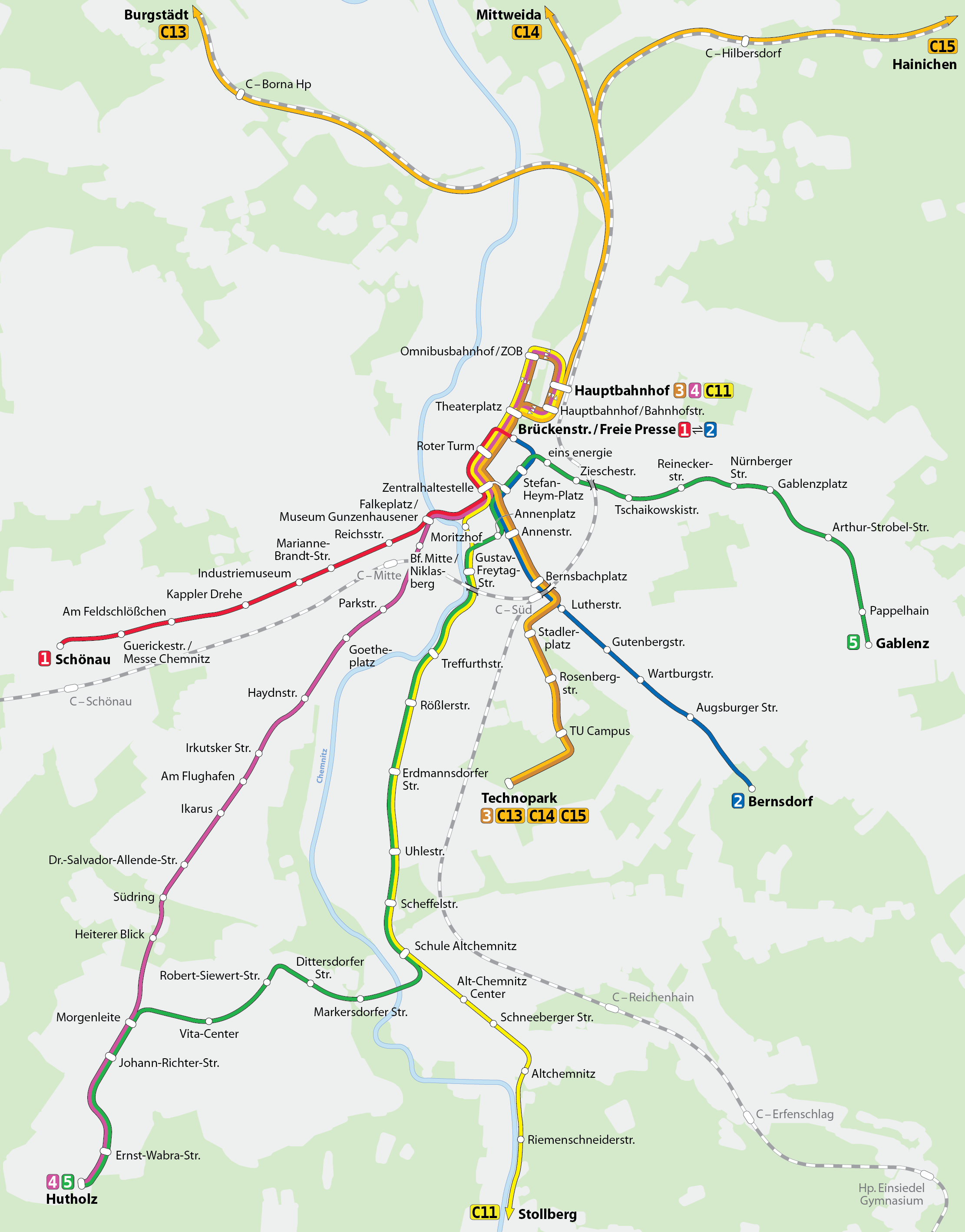
Tramnetwerk

### Auto
Vanaf Chemnitz zijn de Autobahn A4 en A72 bereikbaar. Door het stadsgebied van Chemnitz gaan de Bundesstraßen B 95, B 107, B 169, B 173 en B 174.

### Openbaar vervoer
Zie ook: Chemnitz Hauptbahnhof.
Er zijn naast een stadstramnet zowel regionale als stadsbusverbindingen in Chemnitz. Er is bovendien een regionaal tramtreinnet in ontwikkeling. De eerste elektrische tramtreinlijn naar Stollberg is in dienst. Later zal de tramtrein met dieseltractie doorrijden op diverse lokale spoorlijnen. De eindbestemmingen zullen zijn:
- fase 1: Hainichen, Burgstädt
- fase 2: Thalheim
- fase 3: Annaberg-Buchholz
- fase 4: Oberfrohna
- fase 5: Oelsnitz

Er zijn diverse regionale treinverbindingen, onder meer naar Zwickau, Hof, Nürnberg, Freiberg, Dresden, Leipzig en Elsterwerda. De stad is niet opgenomen in het Duitse IC-net.

### Vliegtuig
In het zuiden van Chemnitz is de luchthaven Flugplatz Chemnitz-Jahnsdorf. De dichtstbijzijnde internationale luchthavens zijn de Flughafen Dresden (80 km) en de Flughafen Leipzig/Halle (90 km). 50 km verder is de Flugplatz Altenburg-Nobitz.

## Onderwijs
Er zijn circa 90 scholen in Chemnitz, circa 40 basisscholen, 19 middelbare scholen en 7 gymnasia en de Technische Universität Chemnitz.

## Media

### Kranten
- Freie Presse
- Chemnitzer Morgenpost
- WochenSpiegel Sachsen
- Blick

### Televisie
Sachsen Fernsehen is een regionale televisiezender. Verder zijn er het Leipzig Fernsehen en Dresden Fernsehen.

### Radio
- Radio Chemnitz
- MDR 1 Radio Sachsen

## Partnersteden
- Tampere, Finland, sinds oktober 1961
- Ljubljana, Slovenië, sinds 17 oktober 1966
- Arras, Frankrijk, sinds 1967
- Ústí nad Labem, Tsjechië, sinds 17 juli 1970
- Łódź, Polen, sinds 1974
- Mulhouse, Frankrijk, sinds 17 oktober 1981
- Düsseldorf, Duitsland

## Bekende inwoners van Chemnitz

### Geboren
- Christian Gottlob Neefe (1748-1798), componist en dirigent
- Max Eckert-Greifendorff (1868-1938), geograaf en cartograaf
- Karl Schmidt-Rottluff (1884–1976), schilder en graficus
- Johannes Frießner (1892-1971), generaal
- Heinz Winkler (1910-1958), christendemocratisch politicus
- Stefan Heym (1913-2001), schrijver
- Klaus Wunderlich (1931-1997), muzikant
- Volker Roth (1942-2025), voetbalscheidsrechter
- Siegfried Kirschen (1943-2024), voetbalscheidsrechter
- Gabriele Seyfert (1948), kunstschaatsster
- Michael Hübner (1959-2024), wielrenner
- Anett Pötzsch (1960), kunstschaatsster en olympisch kampioene (1980)
- Ute Geweniger (1964), zwemster en olympisch kampioene (1980)
- Ines Krause (1965), atlete
- Dirk Schuster (1967), voetballer
- Rico Steinmann (1967), voetballer
- Heike Friedrich (1970), zwemster
- Frank Rost (1973), voetballer
- Mandy Wötzel (1973), kunstschaatsster
- Lucie Zelenková (1974), triatlete
- Stev Theloke (1978), zwemmer
- Ralf Fährmann (1988), voetballer
- Jordan Torunarigha (1997), voetballer

### Overleden
- Georgius Agricola (1494-1555), geleerde